# アーケード (建築物)

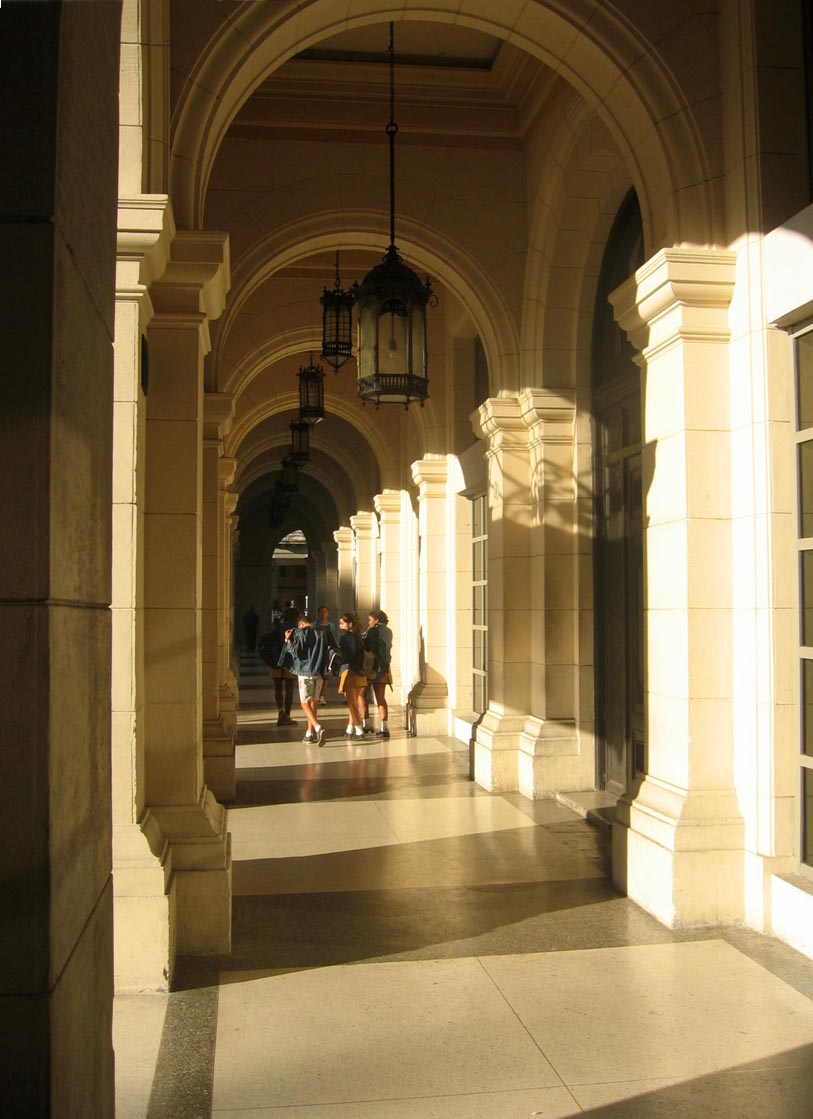
キューバ、ハバナにあるアーケードの一例。日光が差す回廊を歩く児童。

アーケード（英語: arcade）は、柱で支えられる連続したアーチやヴォールトのことで、またそれを用いた通路や歩道。拱廊（）とも。現代では、アーチの構造とは必ずしも関係なく、天井を覆った歩道や商店街をアーケードという。

## 歴史
アーケードは古くから知られていたが、古代ローマ建築において発展を遂げた。
西洋では後に、バシリカ式教会の内部や、修道院のクロイスターに用い、壁の表面に装飾としてアーケードを配置したブラインド・アーケードも出現した。
イスラーム建築では、アーチの形の種類が増え、アーケードも広く用いられた。

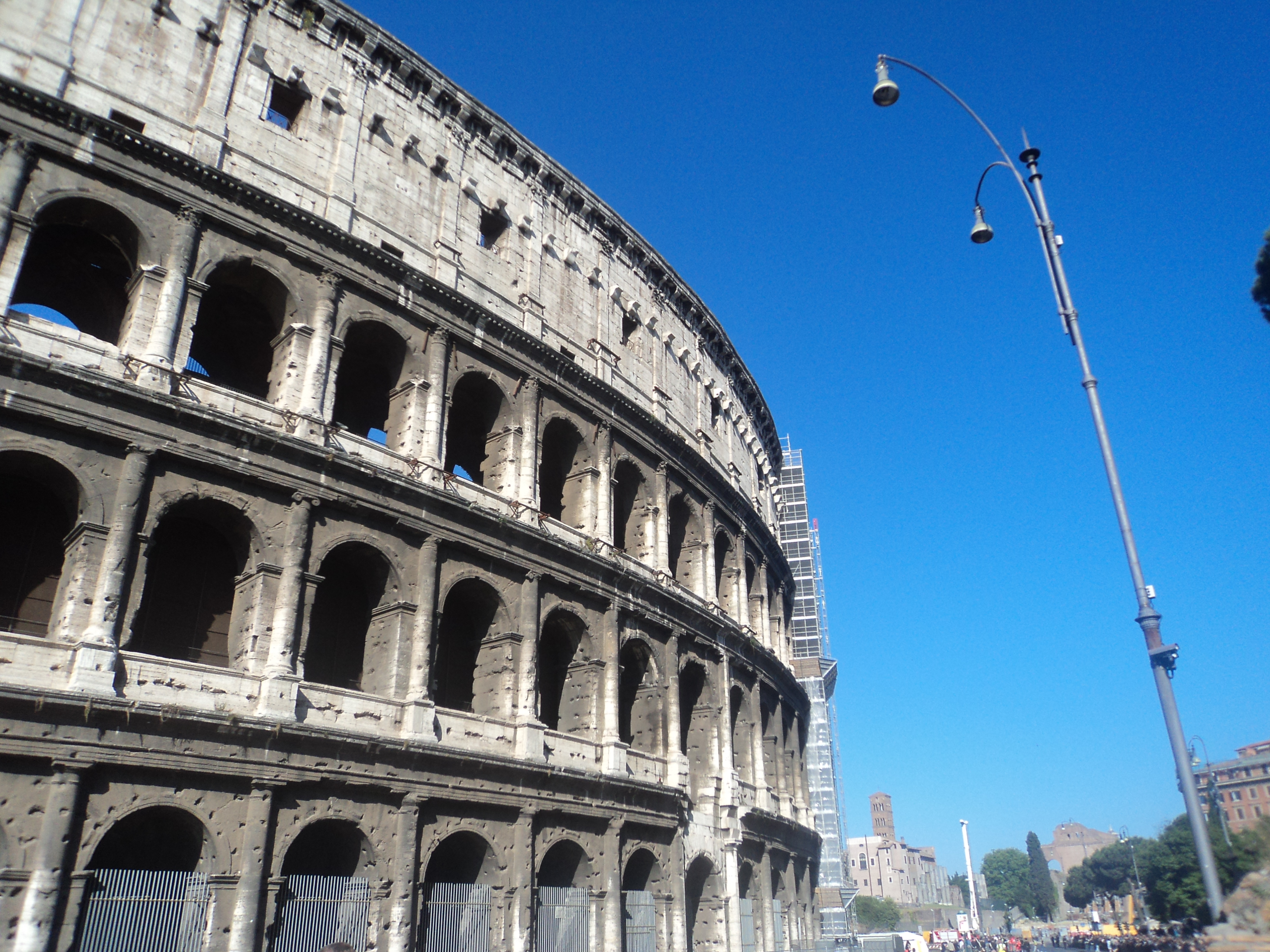
3層のアーケード イタリア,コロッセオ
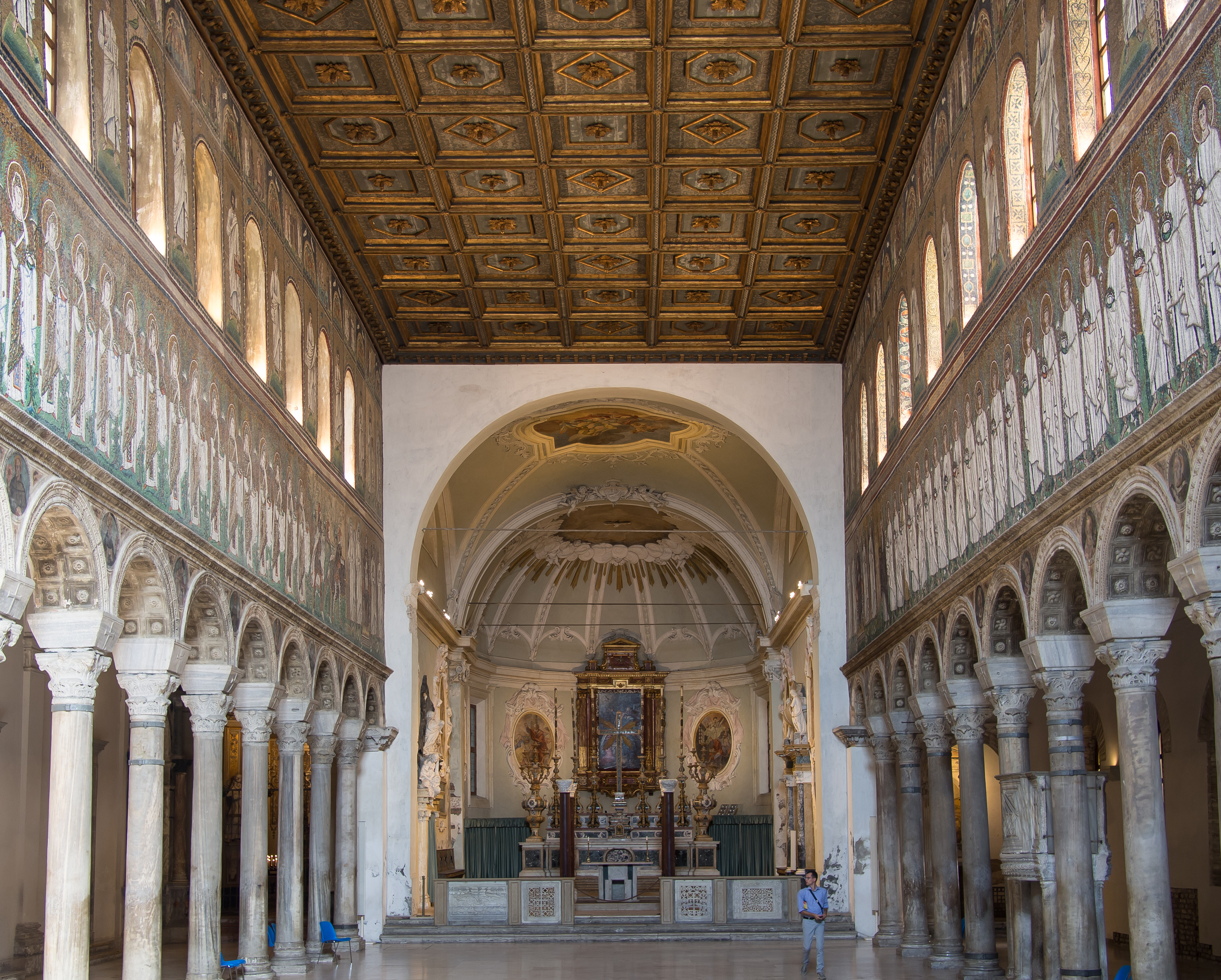
バシリカ式教会内のアーケード イタリア,サンタポリナーレ・ヌオヴォ聖堂
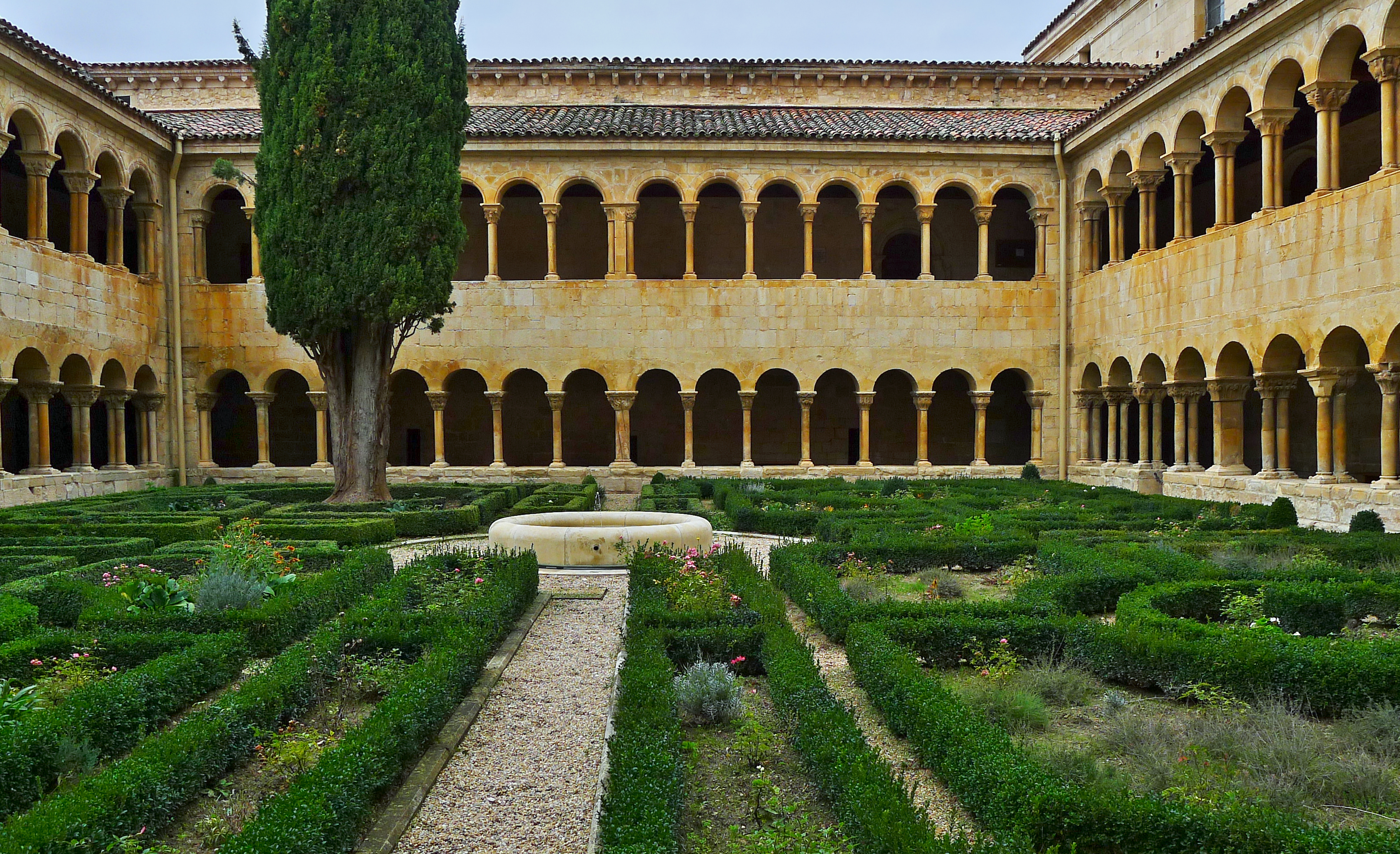
修道院のクロイスター スペイン,サント・ドミンゴ・デ・シロス
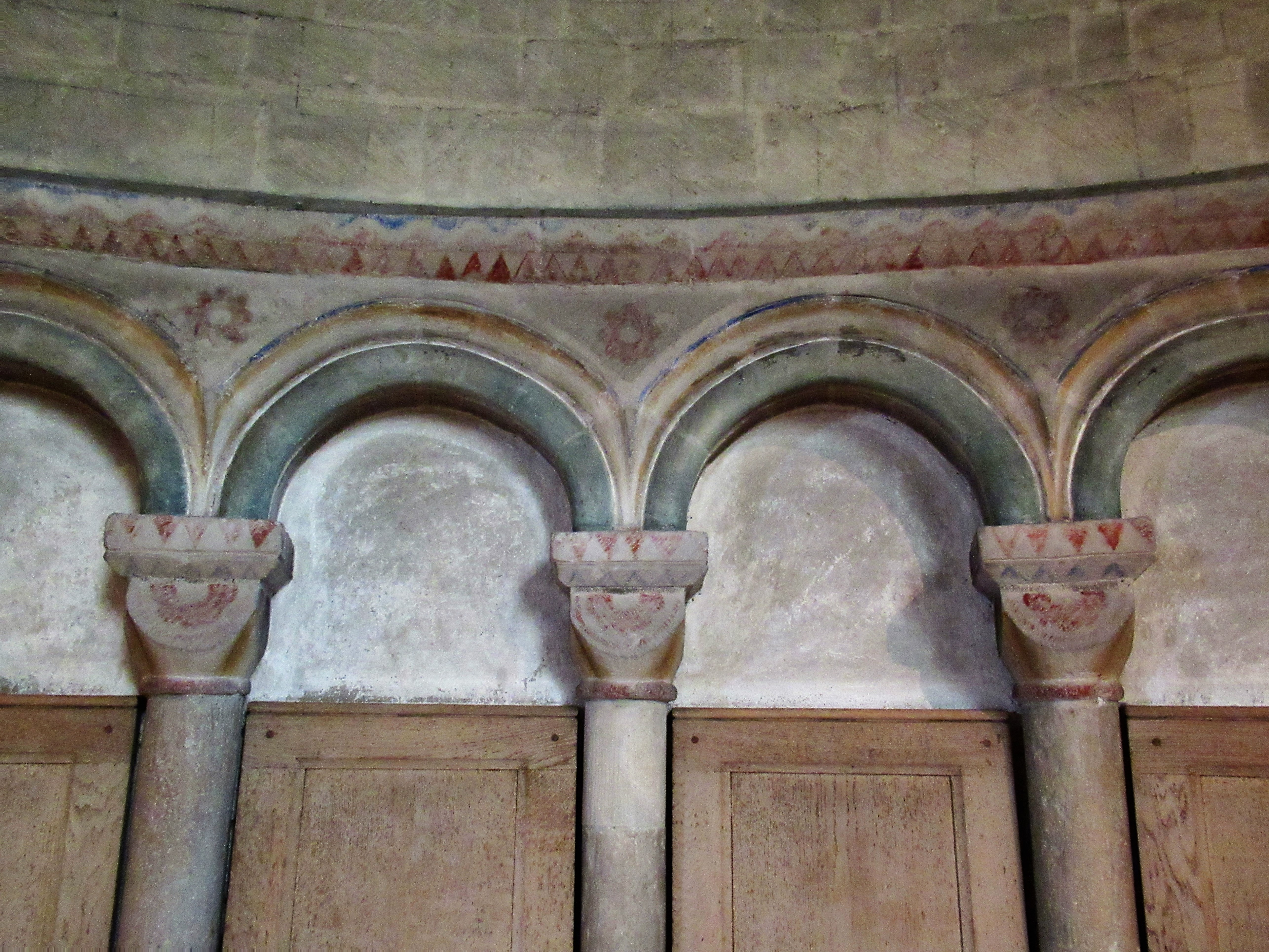
ブラインド・アーケードの例 イギリス,ノーリッジ大聖堂
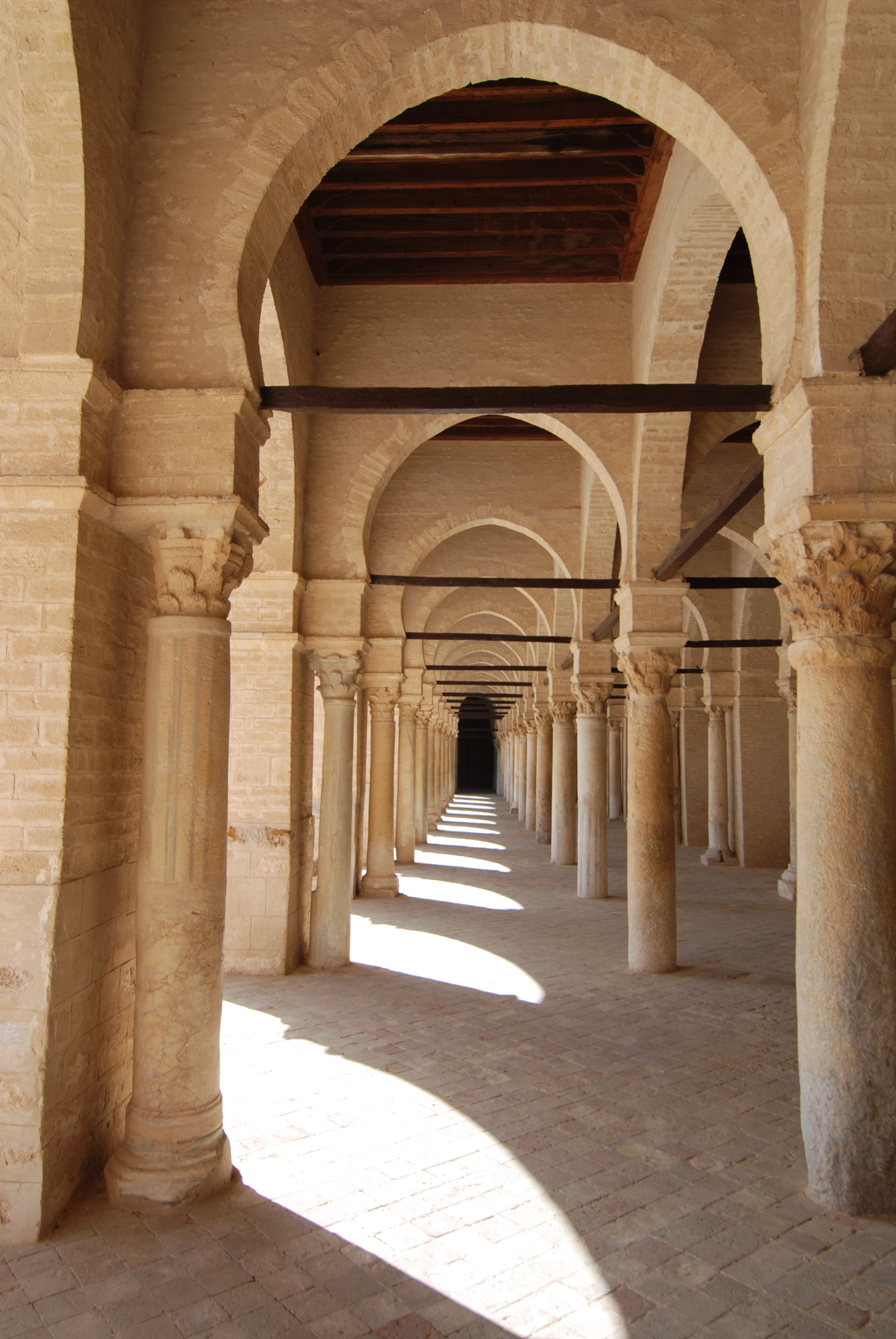
馬蹄形アーチのアーケード チュニジア,ウクバのモスク
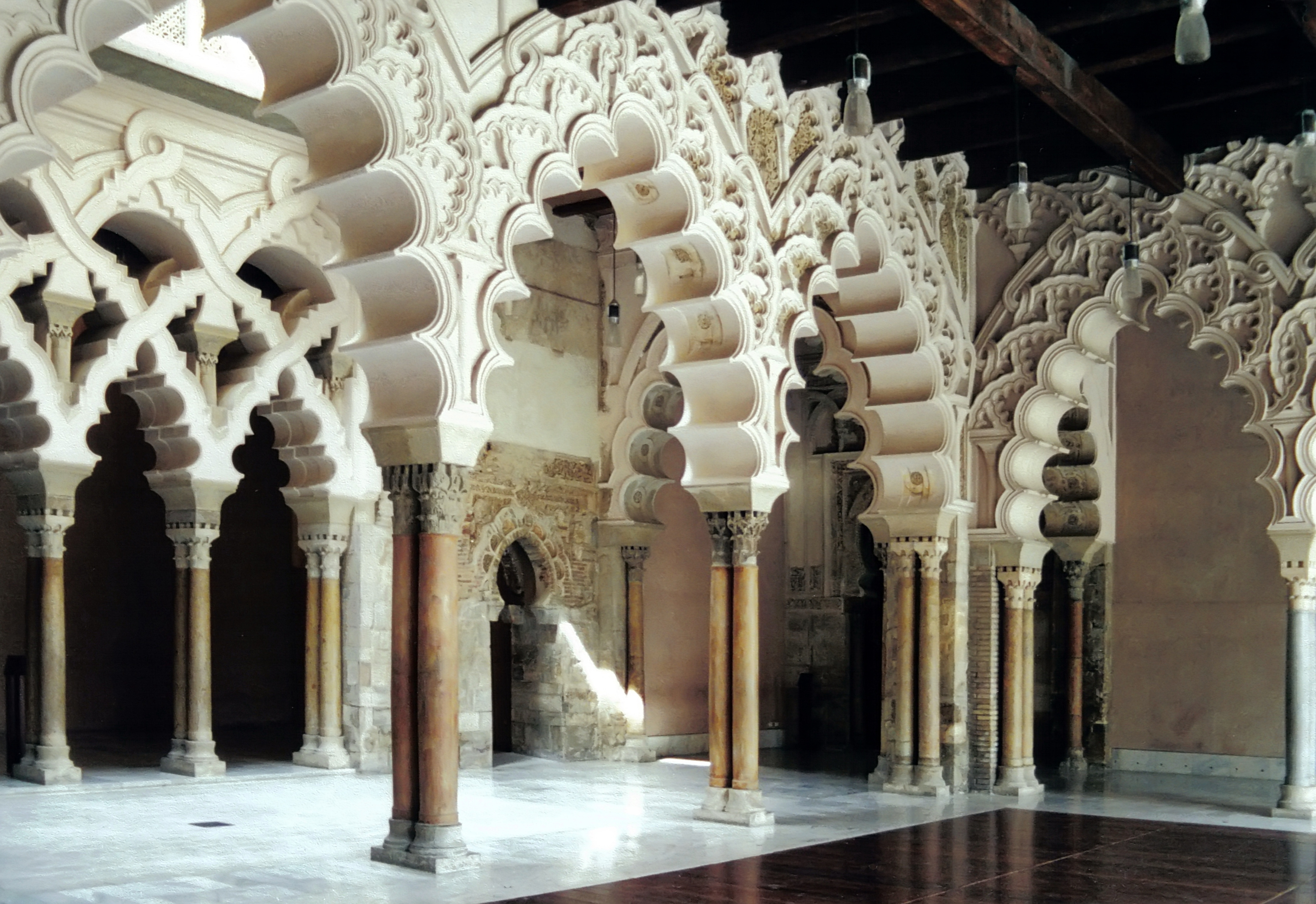
多弁形アーチのアーケード スペイン,アルハフェリア宮殿

## ショッピング・アーケード
都市において、通りに面して建つ建造物、古くから街を囲む城壁の内面、柱廊で覆われた橋などは全て、小さな店舗や露店が立ち並ぶ広く一般的な場所となっていた。これらは太陽光や天候から守られ、日よけや雨・雪よけなどの役割を持ち、また多くの人々の徒歩での通行を惹きつけた。

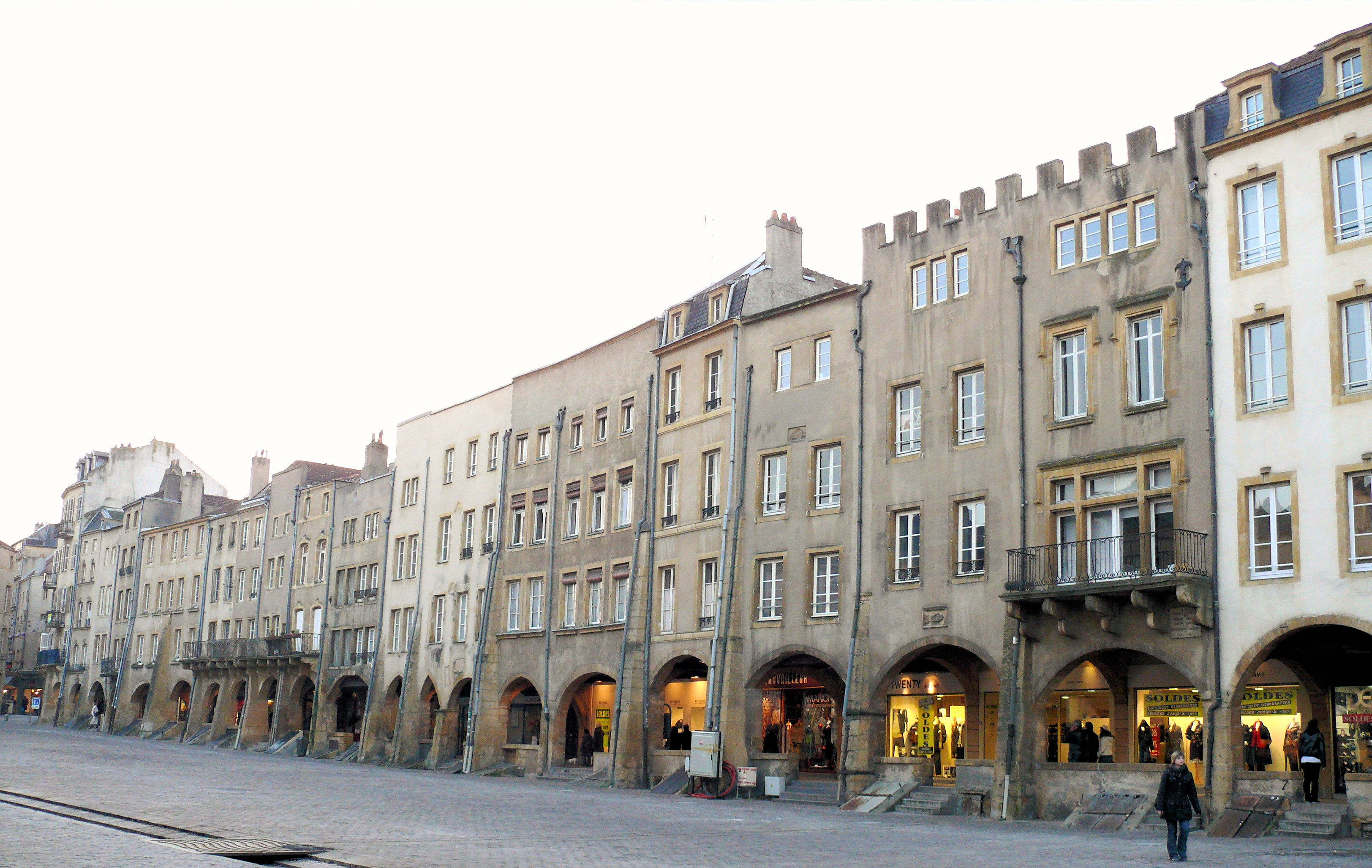
中世盛期頃からの家々のアーケード フランス,メス
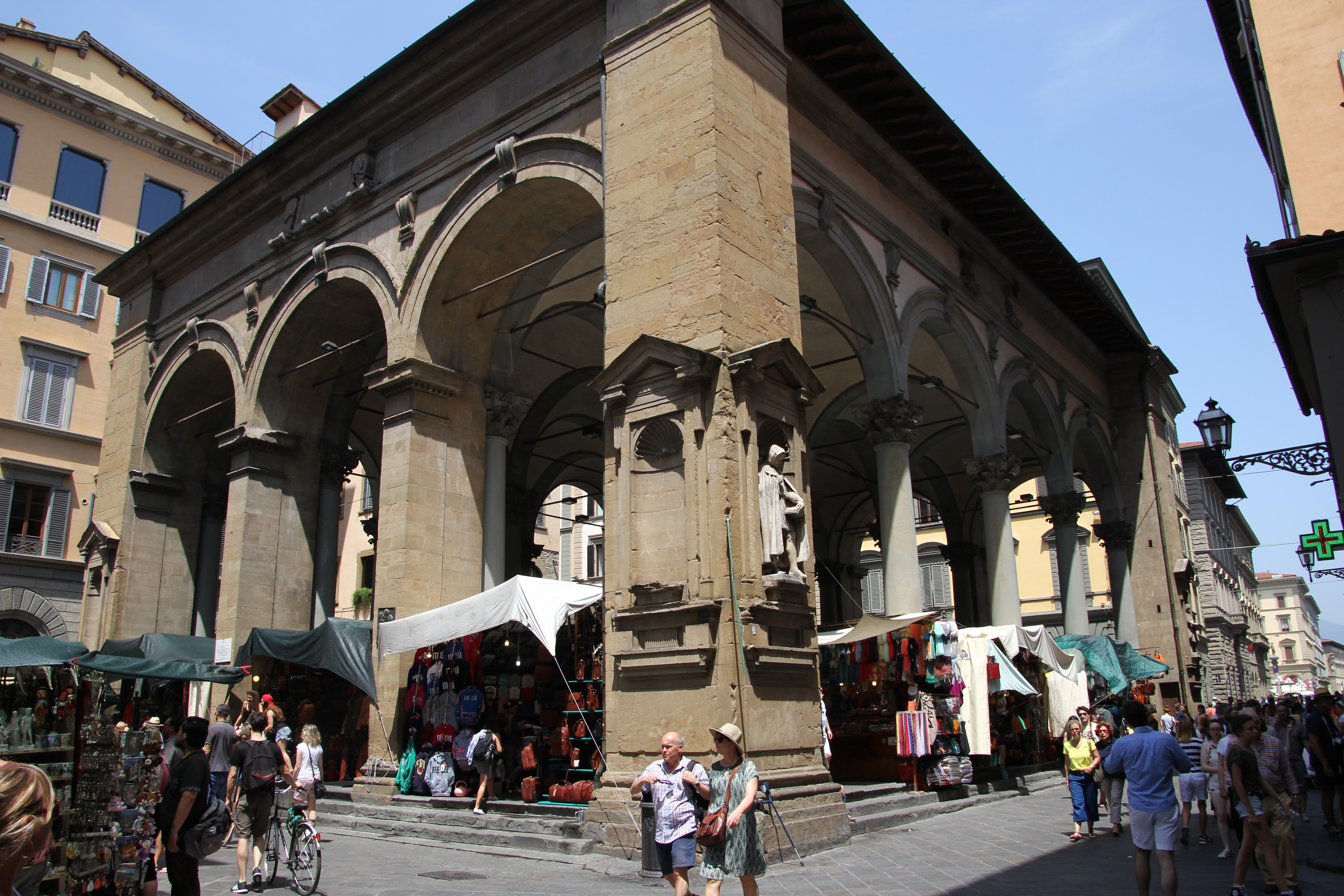
露店の集まるロッジア イタリア,Loggia del Mercato Nuovo,1547
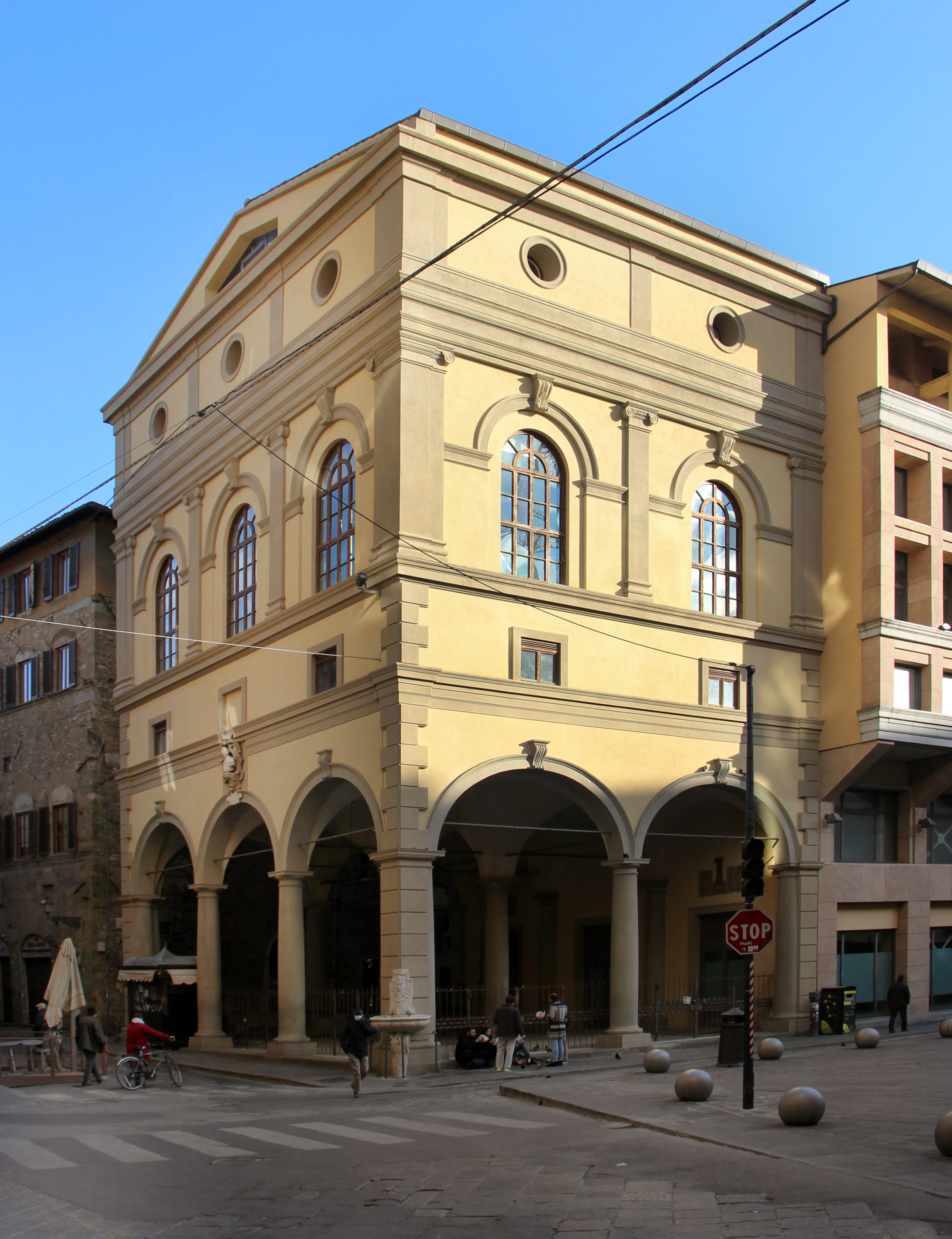
建築下部にロッジアがある イタリア,Loggia del Grano, Florence,1619
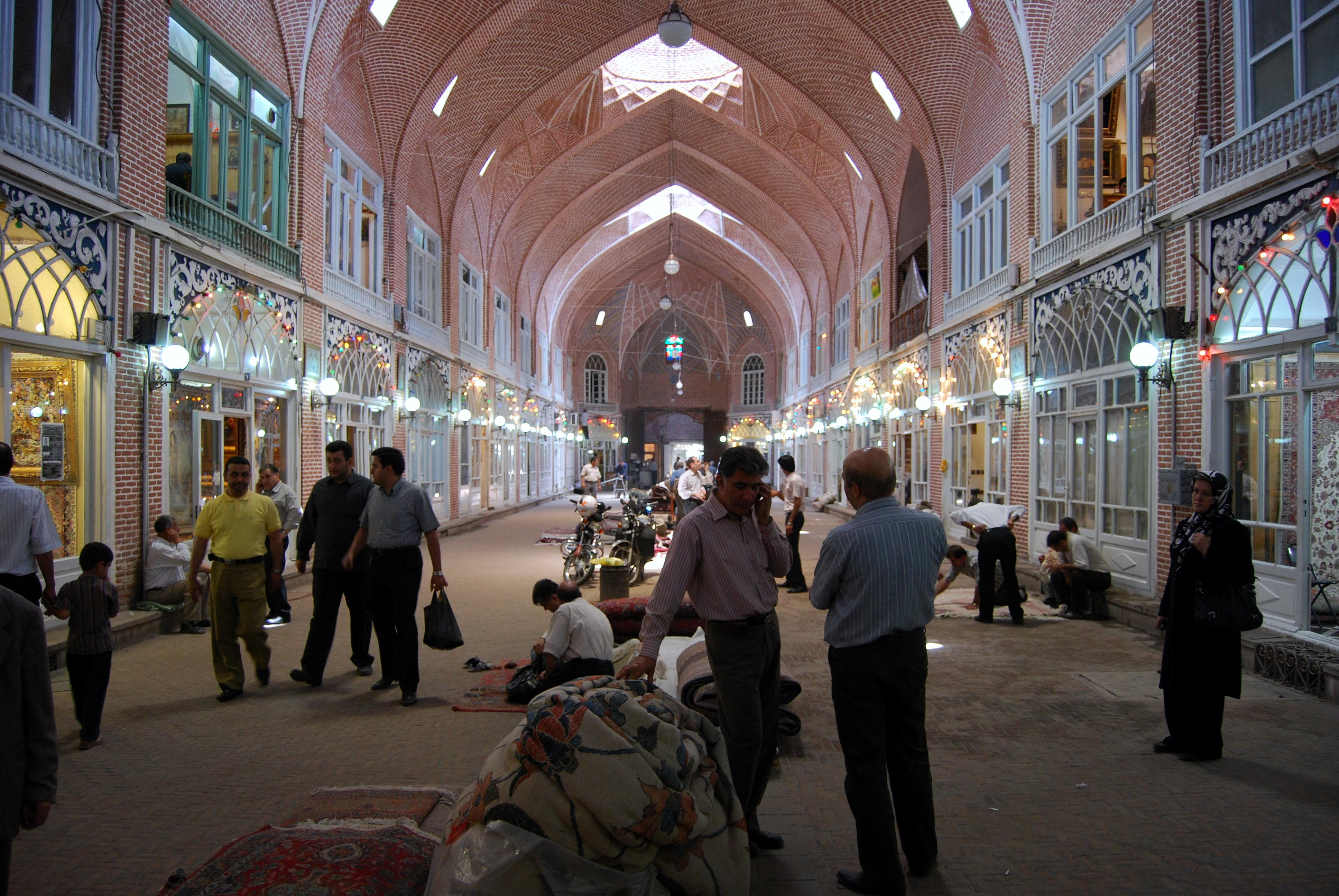
世界最大級の屋根付きバザール イラン,タブリーズのバザール,16世紀~

そして時代を越え「アーケード」という言葉は、とりわけ通りに沿って並ぶ行商人の間でよく使われるようになった。
1784年には、フランスのパレ・ロワイヤルにショッピングアーケードが建設され、壮大なショッピング・アーケードとして最も初期の例とされる。
19世紀には、鉄とガラスの屋根で覆ったショッピング・アーケードが登場し、イタリアでは「ガッレリア (galeria)」、フランスでは「パサージュ」として知られる。ショッピング・アーケードは、後に百貨店やショッピングモールへと発展した。

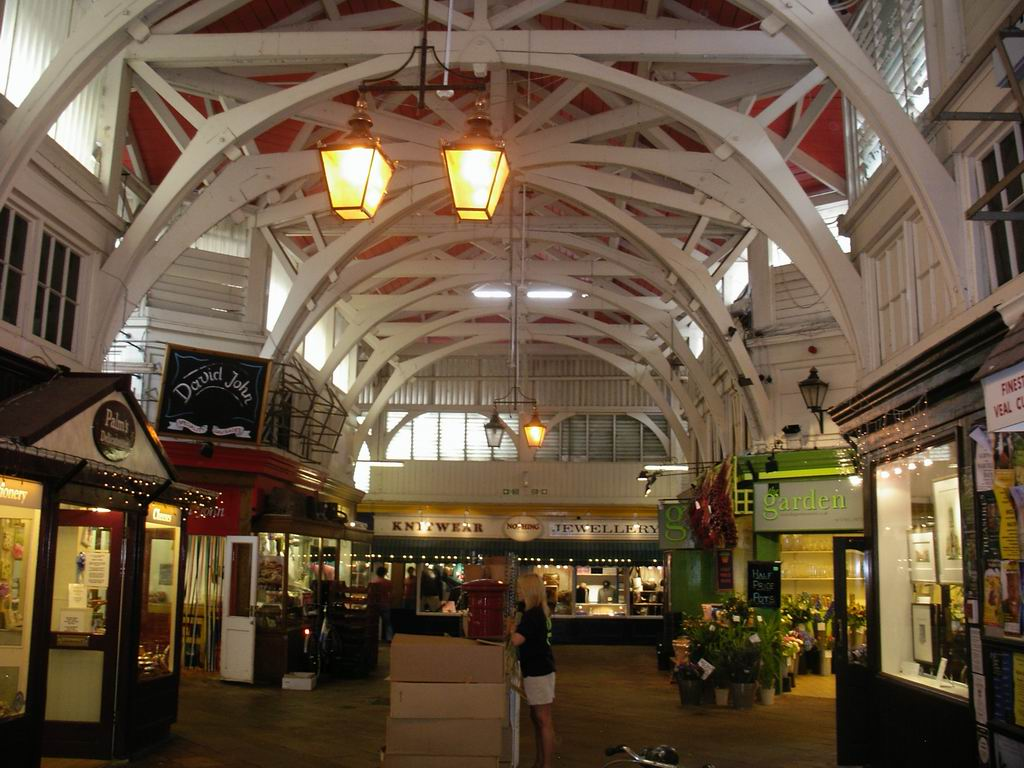
ショッピング・アーケード イタリア,Covered Market,1774
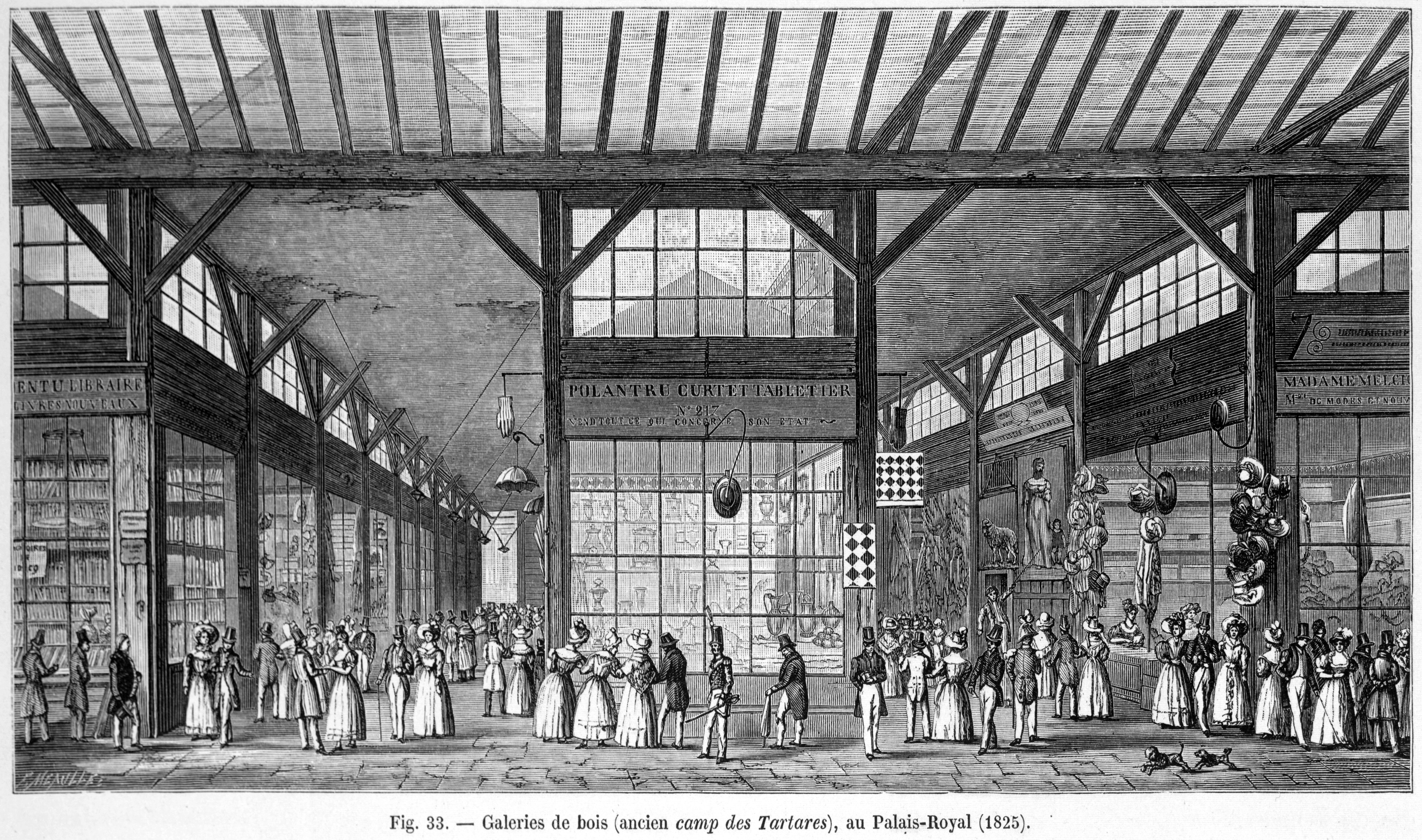
ショッピングアーケード フランス,パレ・ロワイヤル,1784
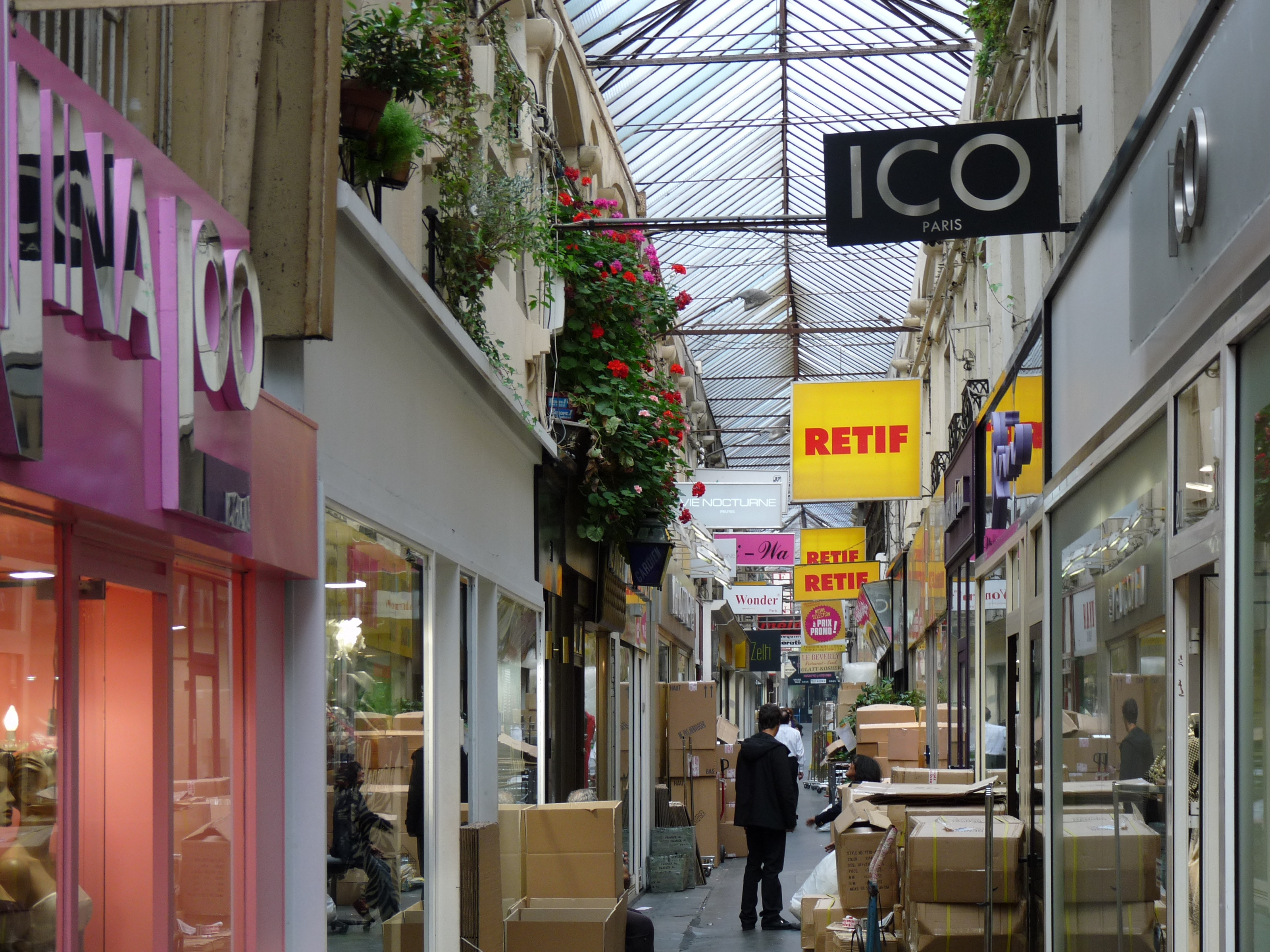
パサージュ・クーヴェル フランス,パサージュ・デュ・ケール,1798
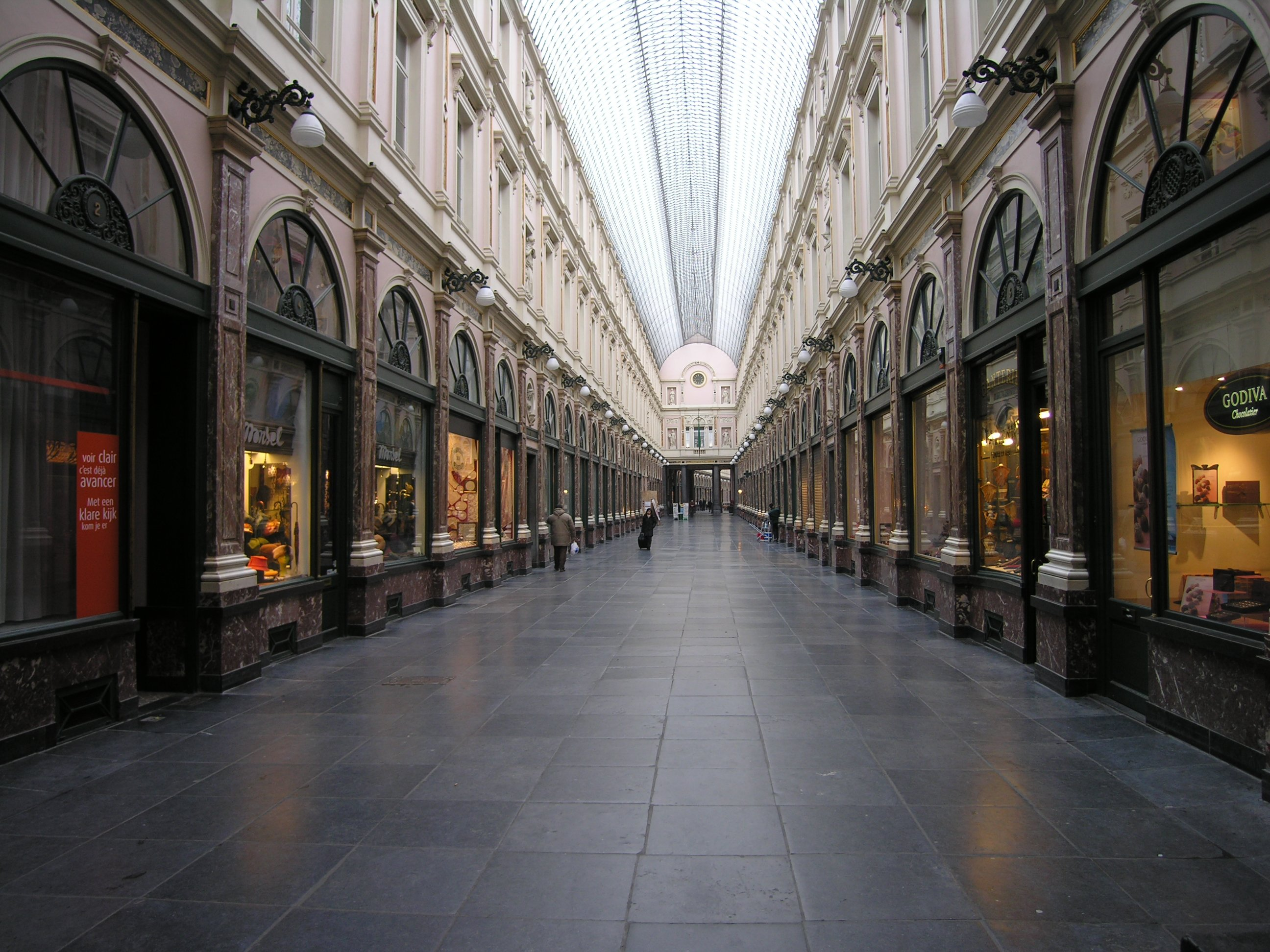
ショッピング・アーケード ベルギー,ギャラリー・サン・チュベール,1847
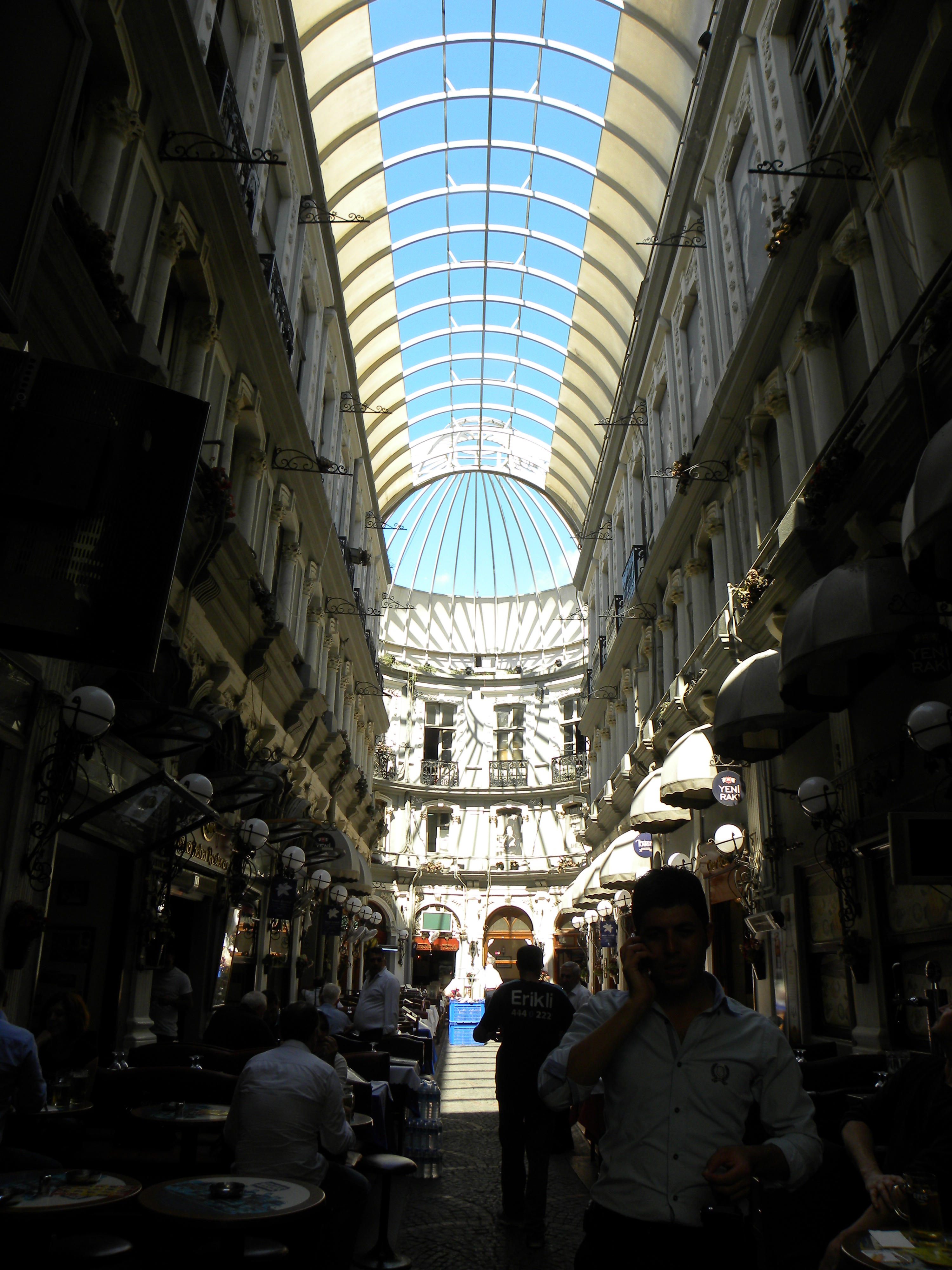
ショッピング・アーケード トルコ,チチェキ・パサージュ,1876
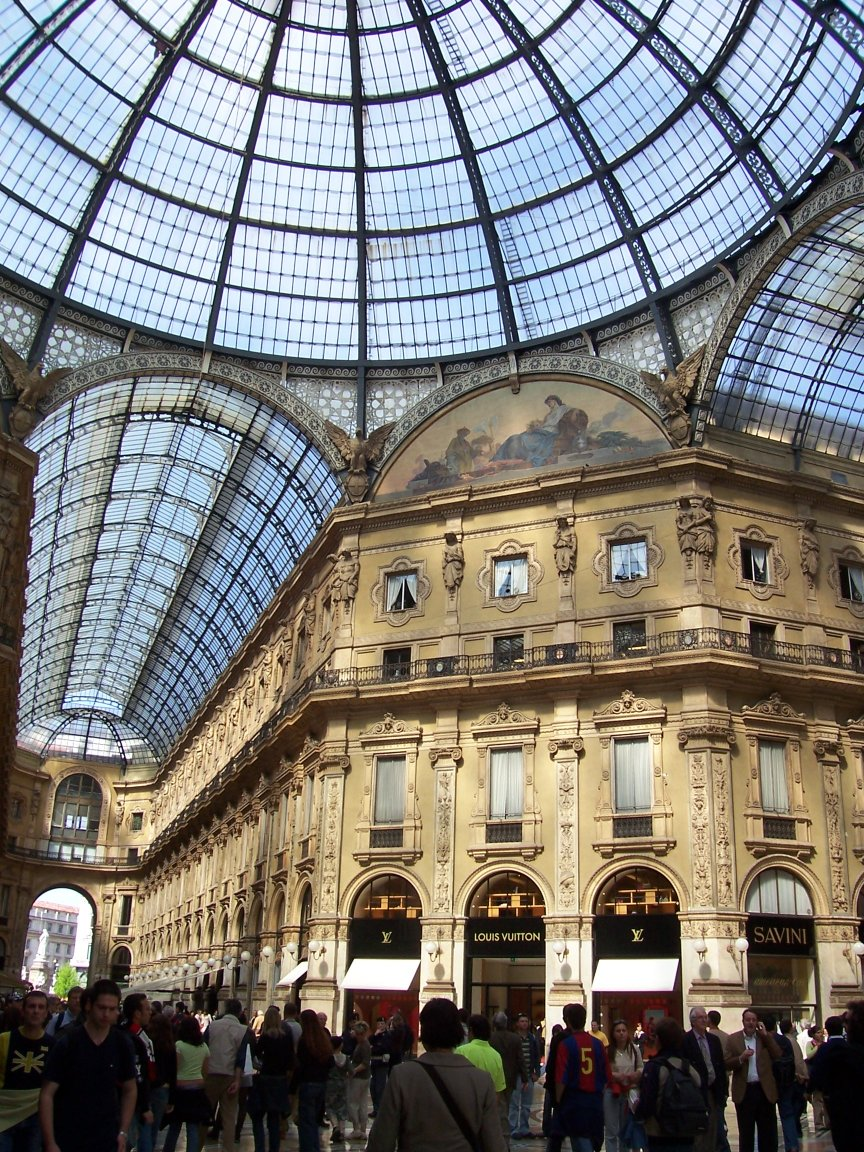
ガレリア イタリア,ヴィットーリオ・エマヌエーレ2世のガッレリア,1878

## アミューズメント・アーケードと、アーケードゲーム
このアーケードという言葉は他に、一列に連なって食べ物や様々な種類のゲームと結び付けられたグッズなどを売る各地の遊園地や謝肉祭でも取り入れられ、それぞれ「アミューズメント・アーケード」や「ミッドウェイ」として使用されている。
その後1905-1910年頃に、硬貨(ペニー)を入れて遊ぶ遊具などが並び「ペニー・アーケード」と称され、遊園地に常設されるようになった。

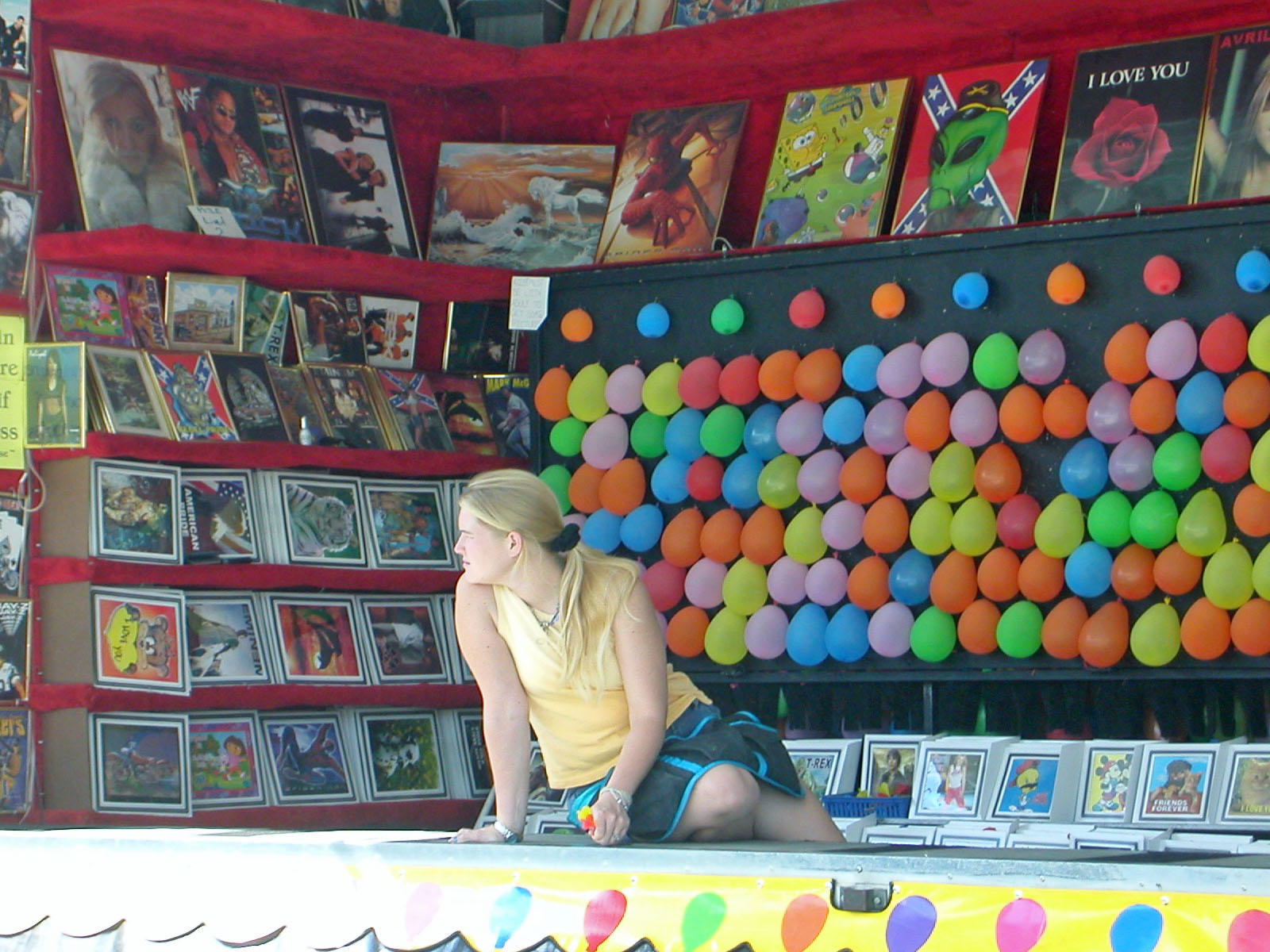
ミッドウェイの例
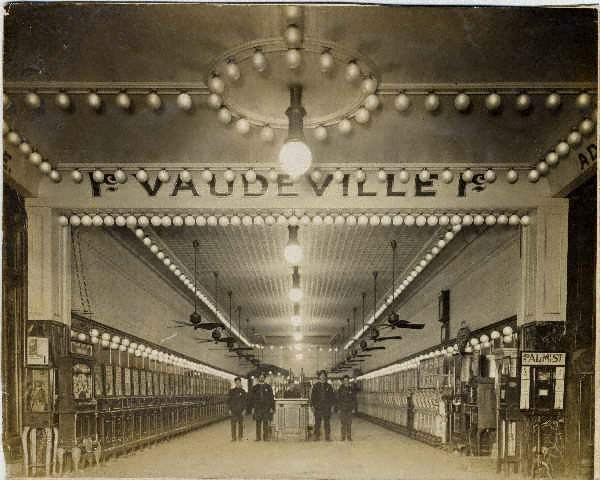
ペニーアーケード 1910年のニューオーリンズ

またペニー・アーケードで設置されていたゲームは「アーケードゲーム」として定着するようになり、1970年代に起こった電子ゲームの爆発的人気以来、アーケードゲーム専門の施設が作られた。
こうした施設は英語では「ビデオアーケード」「アーケード」、日本語では「ゲームセンター(和製英語)」と呼ぶ。
また、家庭用ゲームと対比する言葉として「アーケード」が使われることがある。

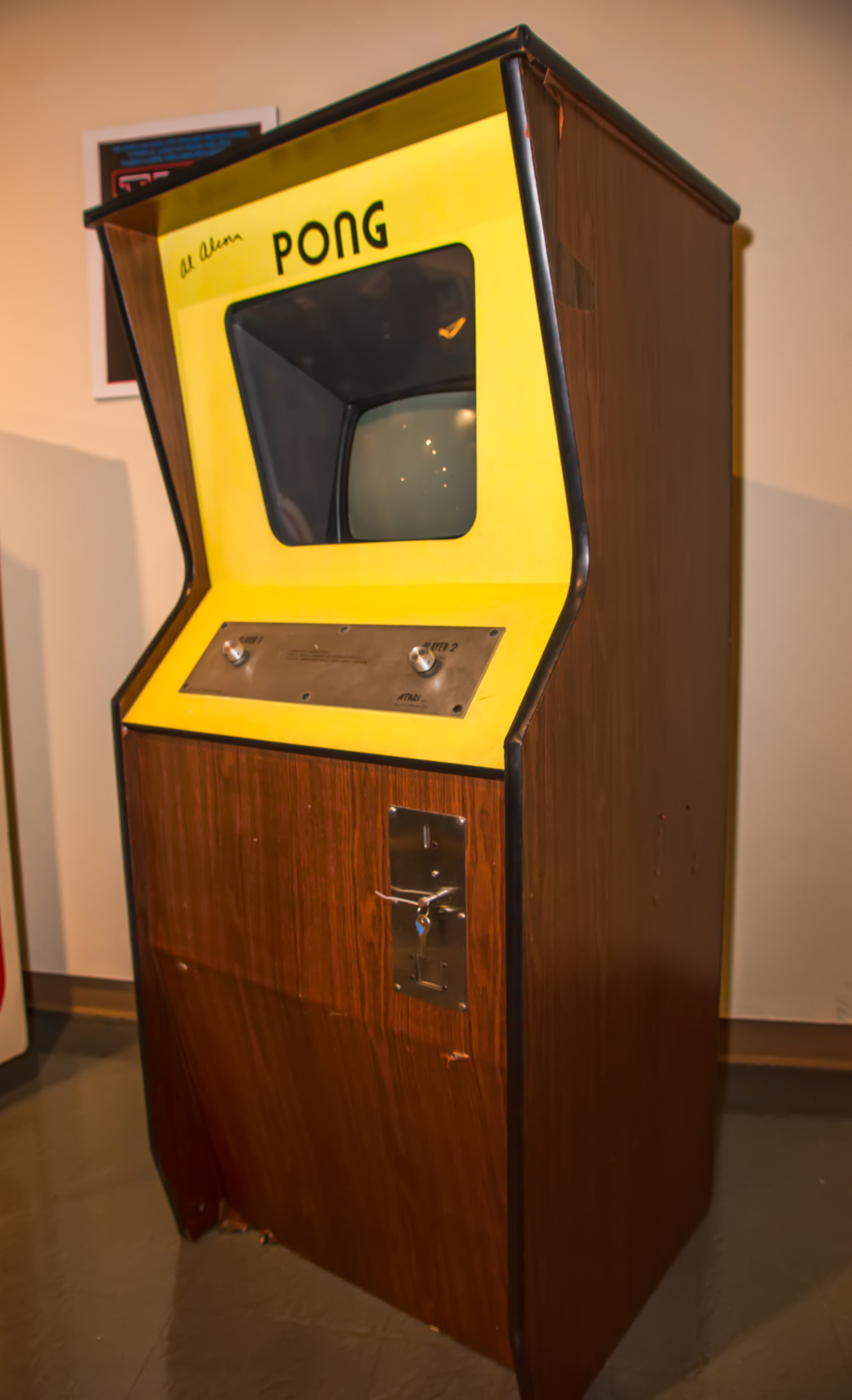
アーケードゲーム 1972年のポン
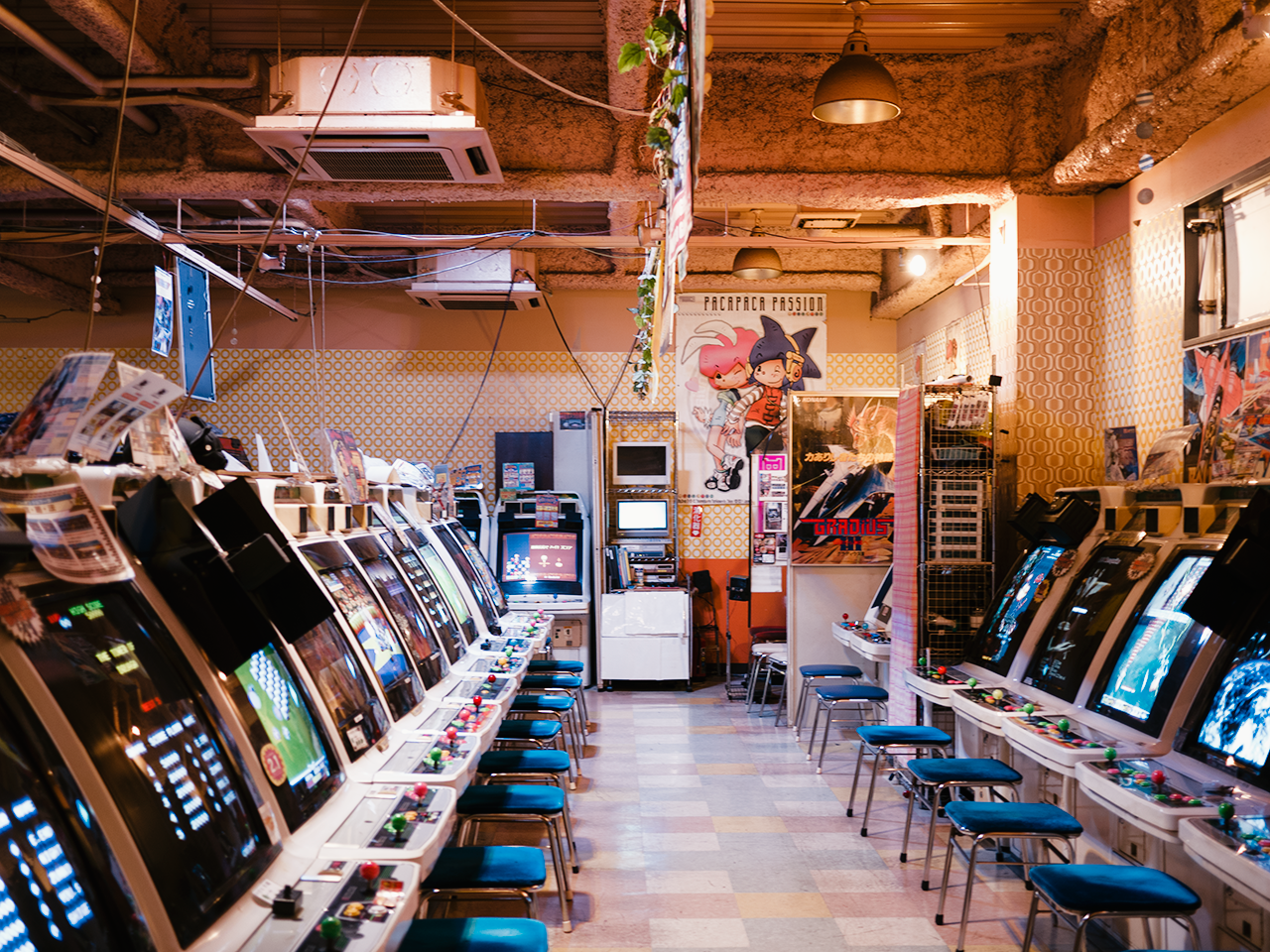
ビデオアーケード（ゲームセンター） 東京都ミカド

## 著名なショッピング・アーケード

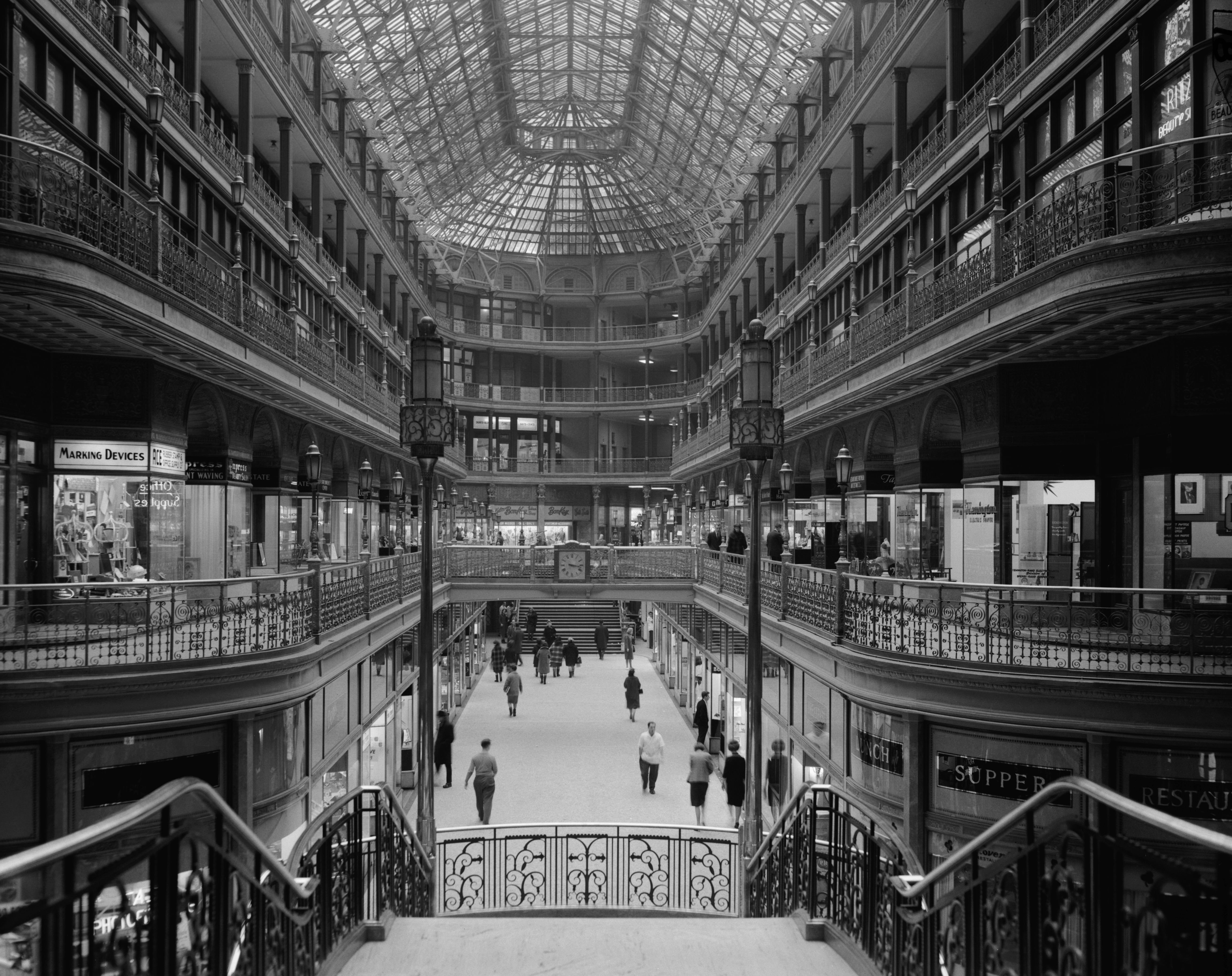
クリーブランドのダウンタウンにあるクリーブランド・アーケード。写真は1960年代後期のもの。

- バーリントン・アーケード - イギリス、ロンドン
- カーディフ・シティ・アーケード - イギリス、カーディフ
- ザ・アーケード - イギリス、サリー、レッドヒル
- クリーブランド・アーケード - アメリカ、オハイオ州クリーブランド
- ウェストミンスター・アーケード - アメリカ、ロードアイランド州プロビデンス
- ニックルズ・アーケード - アメリカ、ミシガン州アナーバー
- パドック・アーケード - アメリカ、ニューヨーク州ウォータータウン
- ヴィットリオエマヌエレ2世のガッレリア - イタリア、ミラノ
- ガッレリア・スバルピナ - イタリア、トリノ
- ウンベルト1世のガッレリア - イタリア、ナポリ
- ルエダ・ノートルダム寺院回廊 - スペイン、アラゴン州ルエダ
- ロイヤル・アーケード - オーストラリア、メルボルン
- ブロック・アーケード - オーストラリア、メルボルン
- スーク・ハミディエ、スーク・ミドハトパシャシリア、ダマスカス

### アーケードに類似した建築構造
- 列柱（コロネード）
- 柱廊（ストア）
- ポルチコ
- ペリスタイル（列柱郭）
- クロイスター（回廊）
- ロッジア（開廊）
- 回廊
- 雁木造

### ショッピング・アーケードについて
- バーナード・ルドフスキー - 著書『人間のための街路』で、アーケードの役割について述べている。
- 日本のアーケード商店街 - アーケードを備えた日本の商店街
- ショッピングセンター/ショッピングモール

### アミューズメント・アーケードについて
- アーケードゲーム
- アミューズメント・アーケード（ゲームセンター）